# ياسونوري إيواساكي
ياسونوري إيواساكي (岩崎文紀 إيواساكي ياسونوري) هو ملحن ياباني ولد في 19 مايو 1960 في طوكيو.

## أعماله في الأنمي

### مسلسلات أنمي تلفزيونية
- روبن هود: السهم الناري
- أنت رهن الأعتقال (بالتعاون مع كو أوتاني)
- أنت رهن الاعتقال SECOND SEASON (بالتعاون مع كو أوتاني)
- كابتن ماجد (2001) (بالتعاون مع أكيفومي تادا)
- المعركة الأخيرة
- فاندريد
- فاندريد the second stage
- الساحر أورفن Revenge
- الشرطي المدرع ميتال جاك
- تنجو تنغي
- أنيمال يوكوتشو
- فارس المنطقة (بالتعاون مع كيجي إيناي)
- فينوس بروجكت كلايماكس (بالتعاون مع هاياتو ماتسوؤو)

### أفلام أنمي
- ون بيس: جندي قلعة كاراكوري الآلي (بالتعاون مع كوهيه تاناكا)
- ون بيس: أميرة الصحراء والقراصنة (بالتعاون مع كوهيه تاناكا, شيرو هاماغوتشي, كازوهيكو ساواغوتشي ومينورو ماروو)

## وصلات خارجية
- ياسونوري إيواساكي على موقع IMDb (الإنجليزية)
- ياسونوري إيواساكي على موقع ميوزك برينز (الإنجليزية)
- ياسونوري إيواساكي على موقع ديسكوغز (الإنجليزية)
- ياسونوري إيواساكي على موقع قاعدة بيانات الفيلم (الإنجليزية)